# مايكروسوفت إكسبرشن ستوديو
مايكروسوفت اكسبرشن بالإنجليزية (Microsoft Expression) هي مجموعة برمجيات لتصميم وبناء تطبيقات جانب العميل للويب ولنظام ويندوز، والمحتويات الغنية بالوسائط، من إنتاج شركة مايكروسوفت مخصصة للمطورين والمصممين وهي مكونة من 4 منتجات:
- مايكروسوفت إكسبرشن ويب (اسم الشفرة - كوارتز) - برنامج لتصميم مواقع الإنترنت.
- مايكروسوفت إكسبرشن بليند (اسم الشفرة - سباركل) - برنامج للمصممين.
- مايكروسوفت إكسبرشن ديزاين (اسم الشفرة - اكريليك) - برنامج لتعديل الغرافيكس الراستر والفكتور.
- مايكروسوفت إكسبرشن ميديا - برنامج لإدارة الوسائط الرقمية المتعددة.

مايكروسوفت إكسبرشن ويب هو البديل لـ مايكروسوفت فرونت بيج، مايكروسوفت اكسبرشن ميديا هو البديل لـ آي فيو ميديا، مايكروسوفت اكسبرشن ديزاين هو البديل لـ كريشر هاوس اكسبرشن.
قامت شركة مايكروسوفت بتقديم مجموعة اكسبرشن لأول مرة في 16 سبتمبر 2005 في مؤتمر مايكروسوفت للمطورين المحترفين في لوس انجليس.

## مواقع خارجية

### مواقع مايكروسوفت
- الموقع الرسمي لـ مايكروسوفت اكسبرشن
- المدونة الرسمية لفريق عمل مايكروسوفت اكسبرشن - اخبار، عينات ودروس خاصة
- سؤال وجواب: مايكروسوفت تعلن ظهور الجيل القادم من برمجيات الشبكة وادوات التصميم

### دروس واخبار
- دروس مفيدة في مايكروسوفت اكسبرشن
- ما هو اكسبرشن?: مدونات وروابط آر أس أس لدروس في مايكروسوفت اكسبرشن
- صفحة مايكروسوفت اكسبرشن في دليل نت اف اكس دوت كوم
- دروس مكتوبة وفلاشية في مايكروسوفت اكسبرشن - منتديات مايكروسوفت اكسبرشن